# 코린 메트르장
코린 메트르장(프랑스어: Corinne Maîtrejean, 1979년 11월 8일 ~ )은 프랑스의 펜싱 선수로 주 종목은 플뢰레이다. 2005년에 라이프치히에서 열린 2005년 세계 선수권 대회에서 아들린 윌렘, 셀린 세뇌르, 아스트리드 기야르와 함께 단체전 동메달을 획득하였다.
2008년에는 프랑스 여자 플뢰레 선수로는 유일하게 베이징에서 열린 올림픽에 참가하였다.